# 坪坝镇 (古丈县)
坪坝乡，是中华人民共和国湖南省湘西土家族苗族自治州古丈县下辖的一个乡镇级行政单位。

## 行政区划
坪坝乡下辖以下地区：
坪坝社区、溪口村、对冲村、上窝拉村、张家村、亚家村、板栗村、旦武村、叭喇村、曹家村、大寨村、窝米村和窝瓢村。